# Фалиски
Фалиските са италийско племе, населявало земите на днешната южна Тоскана и северните части на съвременната област Лацио. Говорят собствен език – фалиски, от групата на италийските езици, много близък до латинския.
Най-важното селище на фалиските е Фалерии – град, близо до днешния Чивита Кастелана, а територията им включва околните земи, на юг достигащи и вероятно включващи малкото селище Капена.
Въпреки етруското влияние, фалиските успяват да съхранят много черти от италийския си произход – например преклонението пред богините Юнона Квиритис и Ферония и култа на хирпите (прескачащите огън жреци) на планината Сорате към бог Соран.
Фалиските, често като съюзници на етруските, дълго време се съпротивляват на Рим. Те подкрепят Вейи при разгрома на града през 396 г. пр.н.е., и впоследствие Фалерии е превзета от римляните. Когато Тарквиния въстава през 358 г. пр.н.е., фалиските отново повеждат война срещу Рим, но отново са разбити – около 351 г. пр.н.е.. Този път между съперниците е сключен съюз и във Фалерии е оставен римски гарнизон.
Фалиските използват Първата пуническа война, за да обявят независимостта си, но въстанието им завършва през 241 г. пр.н.е. с избиването на 15 000 души и разрушаването на Фалерии. Оцелелите са преместени в по-слабо защитен град – Фалерии Нова.